# Maserati Coupé
Maserati Coupé/Spyder/GranSport/GranSport Spyder — легковые автомобили класса  Гран Туризмо выпускавшиеся итальянской компанией Maserati с 2001 по 2007 год, как в виде закрытого купе (Coupé), так и в открытом исполнении (Spyder). 
Так как, названия Maserati Coupé и Maserati Spyder часто используются для обозначения любых купе и кабриолетов компании, возникает путаница. Чтобы её избежать и из-за внешнего сходства с моделями 3200 GT, описываемые автомобили иногда неофициально называют моделями 4200 GT.

## Spyder
Первой, на Франкфуртском автосалоне в 2001 году, была представлена открытая модель Spyder. С её появлением в истории компании вновь началась новая эра, на этот раз — тесного сотрудничества с Ferrari. 
Несмотря на то, что внешне автомобиль очень походил на своего предшественника модель 3200 GT, внутри он был полностью новым. Под капотом турбомотор был заменён на атмосферный восьмицилиндровый двигатель, а коробка передач была перемещена в заднюю часть автомобиля, где она образовала единый узел с дифференциалом (трансэксл). Открытая модель имела укороченную колёсную базу, по сравнению с купе и была строго двухместной с дугами безопасности за подголовниками. Короткая база делала автомобиль более шустрым и приятным в управлении. 
Внутри на консоли располагался 5,8-дюймовый информационный дисплей. С его помощью производилось управление медиасистемой и климат-контролем и на него выводилась информация с бортового компьютера. Мягкий верх салона как поднимался, так  и опускался полностью автоматически.
С этой модели начался возврат марки Maserati на рынок Соединённых Штатов. Всего было выпущено 3889 автомобилей.

## Coupé
Вскоре после представления модели Spyder пришло время автомобиля Coupé, который был показан на автосалоне в Детройте в январе 2002 года. Купе заимствовало элегантный созданный Джуджаро кузов от своего предшественника модели 3200 GT, но внутри всё было совершенно новым. 
На модель устанавливался такой же атмосферный восьмицилиндровый двигатель, и также предлагались два типа трансмиссии, традиционная механическая для версии Coupé GT, и, пришедшая из мира Формулы 1, полуавтоматическая — для Coupé Cambiocorsa. Инженеры компании адаптировали созданную Ferrari коробку с электрогидравлическим приводом, передачи в которой переключались с помощью расположенных за рулевым колесом лепестков. Педали сцепления не было, специальные актуаторы автоматически включали и отключали сцепление с необходимым для данных условий темпом. Имелись четыре режима работы трансмиссии: «Спорт» (Sport), при котором передачи переключались очень быстро вручную, «Авто» (Auto) — для полностью автоматического переключения передач, «Лёд» (Ice), при котором демпфировалась педаль газа для безопасного вождения в самых сложных условиях и «Нормальный» (Normal) предназначенный для плавного переключения передач и экономии топлива.
На базе модели Coupé Cambiocorsa был создан гоночный автомобиль  Trofeo, с которым компания вернулась в мир автогонок. Сначала в своём моноклассе, а позже в итальянской серии GT и американском чемпионате Grand Am.
Всего было изготовлено 5404 автомобиля.

## GranSport
Модель GranSport, представленная на Женевском автосалоне в 2004 году, была самой динамичной версией в семействе. 
За счёт снижения потерь на трение в двигателе, применения настроенного впускного коллектора, а также корректировки программы управления, его мощность удалось повысить до 400 л.с. А новая спортивная выпускная система, узнаваемая по специальной формы сдвоенным хромированным выхлопным трубам сзади автомобиля, создавала глубокий и насыщенный звук. Была улучшена логика работы электрогидравлической трансмиссии, стандартной для модели, что позволило на 35% сократить время переключения передач. 
Другие изменения включали 19-дюймовые колёса, заниженную подвеску, новый передний бампер с увеличенной решёткой радиатора, аэродинамические направляющие на порогах и более спортивный интерьер с новыми сиденьями. 
Чуть позже появилась открытая версия GranSport Spyder, представленная на автосалоне во Франкфурте в 2005 году. Отделка салона карбоном, кожаные сиденья изготовления Poltrona Frau, мощный двигатель и спортивная коробка передач делали этот автомобиль одним из лучших в своём классе.
Всего было выпущено 2640 купе и 473 кабриолета.